# Hervé Barmasse
Hervé Barmasse (pron. fr. AFI: [ɛʁve baʁmas]; Aosta, 21 dicembre 1977) è un alpinista italiano.

## Biografia
Originario di Valtournenche e figlio dell'alpinista Marco Barmasse, Hervé è la quarta generazione di guide della sua famiglia. Maestro di sci dal 1996 e di snowboard dal 1997, guida alpina del Cervino dal 2000 e istruttore nazionale delle guide alpine dal 2007.
Inizia la sua carriera d'alpinista sul Cervino. Su tale montagna Barmasse affronta alcune solitarie, tra le quali la prima nel 2002 della via Casarotto Grassi (1300 m di sviluppo, ED), nel 2005 la prima solitaria della Via Deffeyes (1300 m di sviluppo, ED), nel 2007 la prima solitaria dello Spigolo dei fiori, Via Machetto. Oltre a queste la prima solitaria e prima ripetizione della Via Direttissima aperta nel 1983 dal padre Marco. Una scalata che verrà premiata – il 7 marzo 2008 - con la Grolla d'oro.
Nel 2004 in Pakistan apre due nuove vie, una sullo Scudo del Chogolosia (5700 m) Luna Caprese e un'altra sullo Sheep Peak (6300 m). L'esperienza del Pakistan continua nel 2005, aprendo con la spedizione Trip One Karakorum due nuove vie Up and Down (800 m di sviluppo, difficoltà 6c/7° e A1) e Fast and Furious, via di misto e ghiaccio. Riceverà per quest'esperienza extraeuropea, l'assegnazione del premio accademico "Paolo Consiglio", istituito nel 1997.
Nella primavera del 2006 in Patagonia, alla sua prima esperienza sudamericana, apre una via nuova di ghiaccio e misto sul versante Nord del Cerro San Lorenzo, la via Café Cortado, 1200 m di sviluppo. Il 19 maggio 2007, riceve per la seconda volta, il premio Paolo Consiglio.

L'8 febbraio 2008, insieme a Cristian Brenna, scala la parete nord ovest del Cerro Piergiorgio, in Patagonia, “La Ruta de l'Hermano”, una via su roccia con uno sviluppo di 1150 metri, 29 lunghezze e una difficoltà di 6b+ A3 ED+.

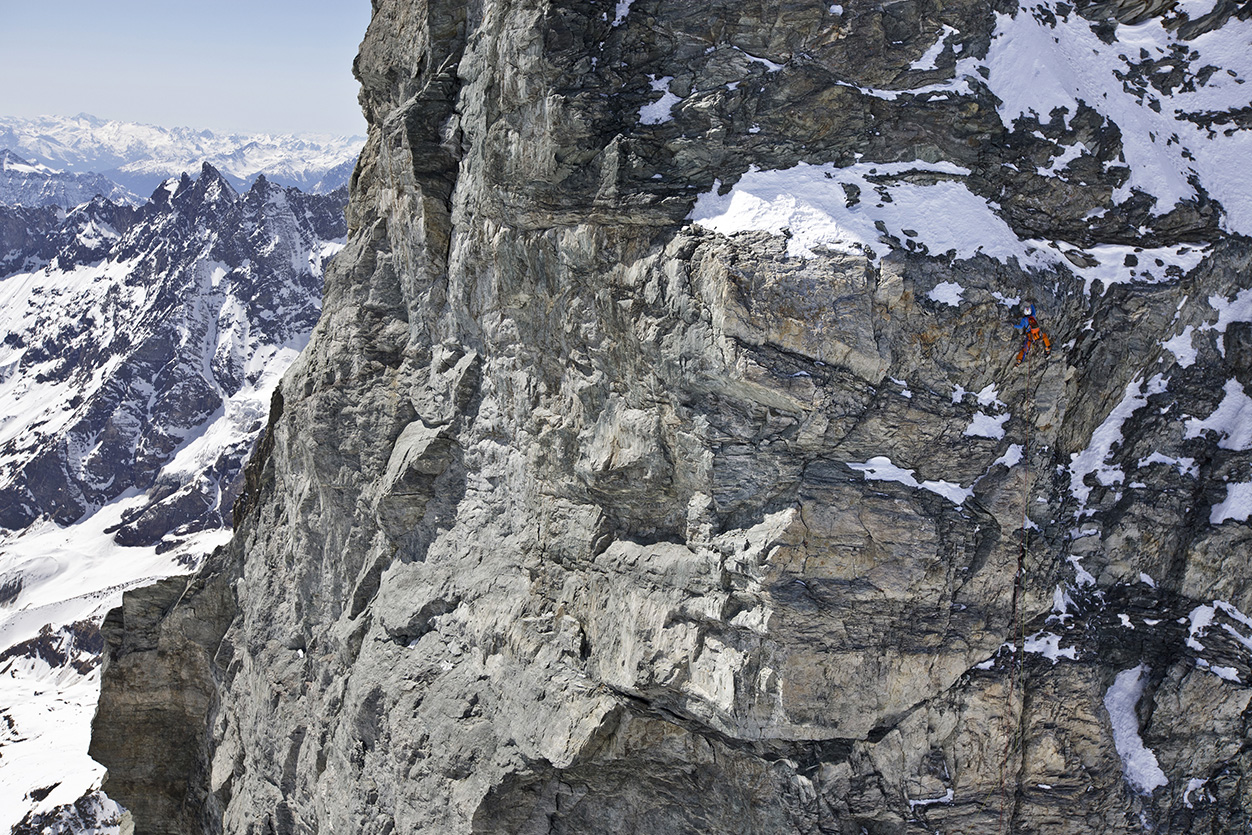
Hervé Barmasse impegnato sugli ultimi tiri della nuova via aperta sul Cervino nel 2011

Nell'estate del 2008 sale in stile alpino, insieme a Simone Moro, il Beka Brakai Chhok, montagna del Karakorum alta 6810 metri tentata più volte da diverse spedizioni. Il 25 maggio del 2009 riceve per la terza volta il premio alpinistico Paolo Consiglio.
Nell'autunno del 2008, sale in stile alpino una cima inviolata del Muztagata di 6250 m, in Cina.
All'inizio del 2009 torna con Giovanni Ongaro e Daniele Bernasconi in Patagonia per affrontare un nuovo itinerario di traversata del ghiacciaio Hielo Continental Sur, e scalare la vetta sud e lo spigolo nord del Cerro Riso Patron, ma a causa del mutamento del ghiacciaio gli alpinisti non riescono ad arrivare alla base della parete terminando il nuovo itinerario della traversata al fiordo Estero Falcon in Cile.
Nei primi mesi del 2010 ritorna in Pakistan insieme a Eneko Pou, Kriss Ericson, Oscar Gogoza e Marco Cavana, e dopo la salita di alcune cascate di ghiaccio organizza presso la Shimshal Climbing School (scuola nata attraverso la collaborazione di Qudrat, Simone Moro ed Hervé) il corso per portatori d'alta quota aperto anche alle donne con obiettivo la formazione e l'insegnamento delle tecniche di sicurezza e progressione su roccia e ghiaccio. Inoltre, grazie alla collaborazione di Marco Cavana, medico intensivista dell'ospedale di Aosta, organizza un dispensario per affrontare i problemi legati agli aspetti medico-sanitari della zona.
Il 17 marzo 2010, apre insieme al padre Marco una via nuova sulla Parete sud del Cervino il Couloir Barmasse 1200 m - M..duro. ABO. Nell'estate del 2010 sale in due giorni e in stile alpino insieme a Daniele Bernasconi e Mario Panzeri una cima di 6300 m Venere Peak difficoltà ED (Cina). Riceve per la quarta volta il premio alpinistico Paolo Consiglio.

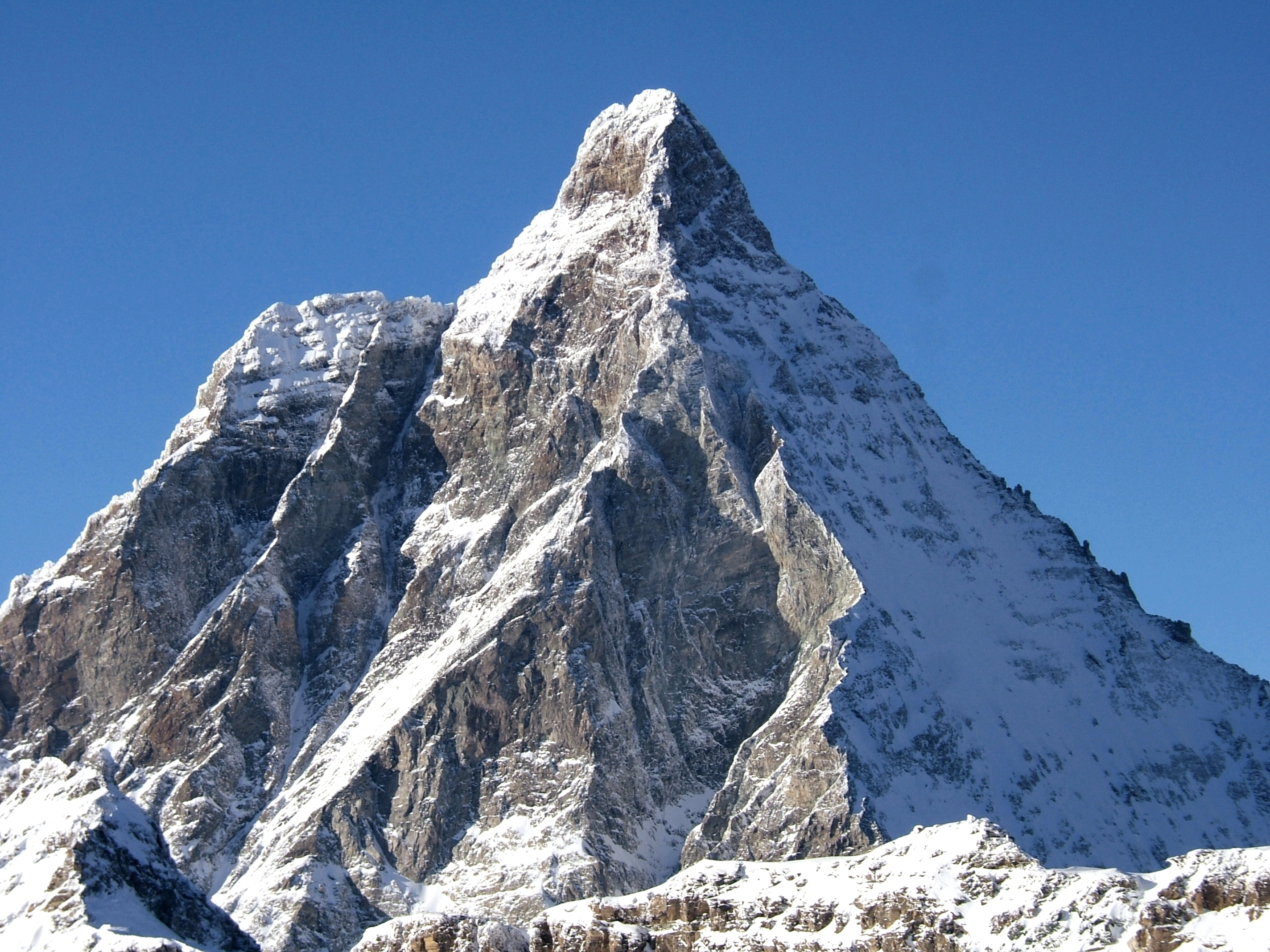
Al centro della foto, in ombra, la parete sud del Picco Muzio, su cui sale la nuova via aperta da Hervé Barmasse nel 2011.

Il 2011 è l'anno del progetto "Exploring the Alps", una trilogia che ha come obiettivo l'apertura di tre nuove vie sul Monte Bianco, Monte Rosa e Cervino.
Il progetto inizia con l'apertura di una nuova via in solitaria sulla Parete Sud Est del Cervino, al Picco Muzio, conclusa nei primi giorni di aprile del 2011 dopo un tentativo fallito a marzo dello stesso anno. L'itinerario aperto da Barmasse, si sviluppa per 1200 metri di cui 500 in un couloir di ghiaccio e il restante sulla parete verticale del Picco Muzio.
La seconda fase del progetto prosegue sul Monte Bianco, sul versante del Brouillard. Qui Barmasse apre, a fine luglio, insieme ai fratelli baschi Iker ed Eneko Pou, una via a cui viene dato nome La Classica Moderna. Una salita senza spit, per 11 lunghezze, fino al 6c con solo friends e 4 chiodi, aperta e scalata in libera e che prosegue fino in vetta al Monte Bianco per la cresta di Brouillard, per un totale di 3300 m di dislivello.
Con la nuova via sul Monte Rosa, si conclude il progetto Exploring the Alps. Quest'ultima salita del progetto, dove ad accompagnare Barmasse c'è il padre Marco è chiamata "Viaggio nel tempo". I due alpinisti tracciano un itinerario sulla parete sud-est della Punta Gnifetti nella parte più alta della cosiddetta parete valsesiana del Monte Rosa. La linea di salita si tiene a sinistra della Via "Africa Nostra" aperta nel 1987 da Silvio Mondinelli assieme ad altre guide di Alagna Valsesia ed esce in cresta a poca distanza dalla Capanna Regina Margherita. L'ascensione è stata compiuta tra il 29 e il 30 settembre e presenta passaggi di VI oltre i 4000 m. È valutata ED..
Nel 2012 Barnasse ha realizzato un film sul progetto Exploring the alps, intitolato Non così lontano. Il film è presentato in anteprima al Festival del cinema di Trento tra le proiezioni speciali e poi nelle principali rassegne dedicate all'alpinismo.
Il 13 marzo 2014 è ancora sul Cervino, dove realizza il primo concatenamento invernale delle sue quattro creste, in solitaria, salendo prima per la Cresta di Furggen e scendendo per la Cresta Hornli, per poi risalire dalla Cresta di Zmutt e ridiscendere dalla Cresta del Leone, il tutto in 17 ore.
È il 21 maggio 2017 quando insieme al compagno David Gottler scala in stile alpino la Parete Sud dello Shisha Pangma 8027 m. Sfruttando un’unica finestra di bel tempo di una sola giornata sale, senza corde fisse e campi pre-allestiti, i 2200 metri della parete Sud della 14 esima montagna più alta del mondo in appena 13 ore.
Nel marzo 2025 compie per primo la traversata in solitaria invernale delle principali vette della catena del Gran Sasso d'Italia, per un dislivello positivo di 7200 metri per 67 km di lunghezza complessiva. La vetta di Corno Grande, è stata scalata e ridiscesa in notturna. Questa impresa ha permesso di scrivere una nuova pagina dell'alpinismo in Appennino.

## Elenco di prime ascensioni

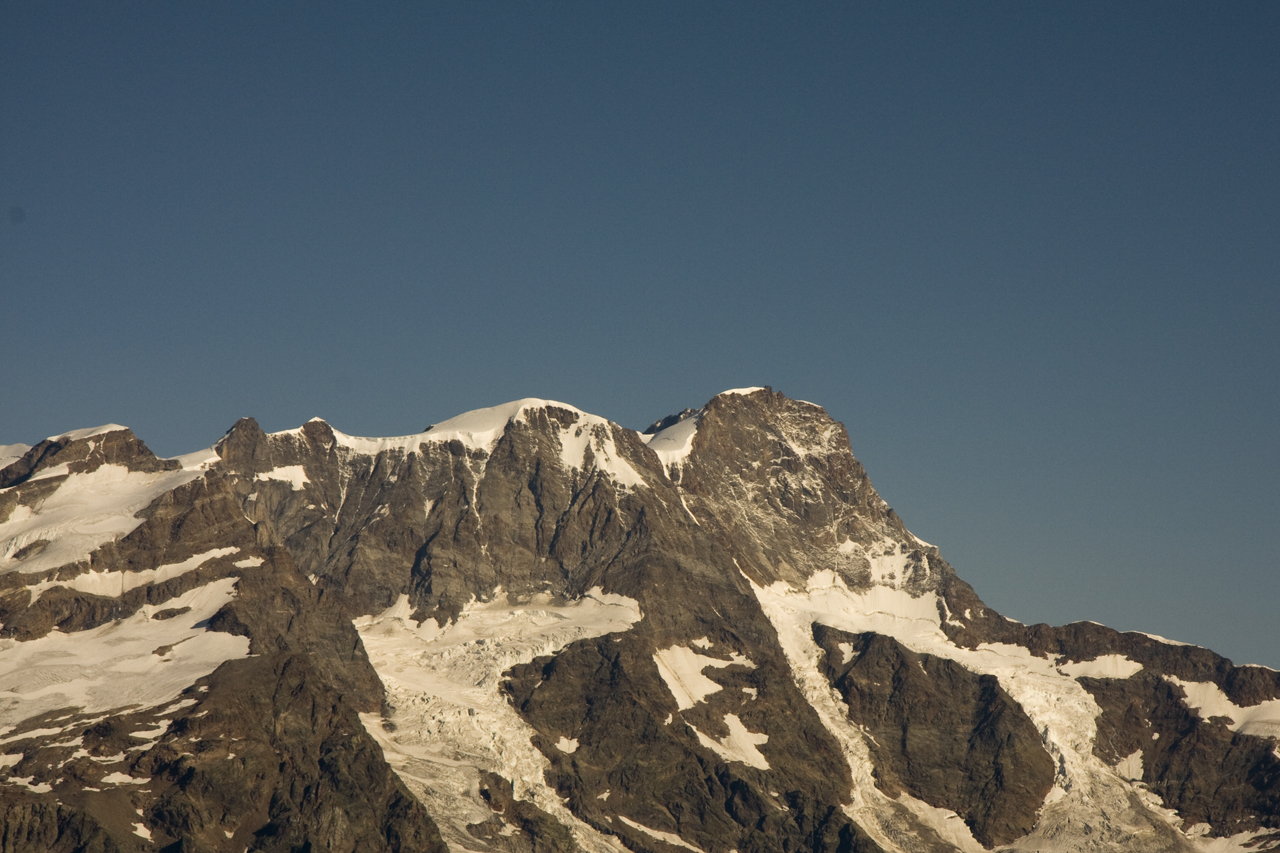
La parete sud-est del Monte Rosa: la via di Barmasse sale lungo la parete di roccia più alta a destra, la Punta Gnifetti.

- 2000 - Cervino – Parete Sud – Nuova via: Per Nio (350 m di sviluppo 6a+ obbl.).[11]
- 2001 - Breithorn – Parete Ovest - nuova via di misto: Via del Friend (ED 600 m di sviluppo)[12]
- 2002 - Cervino – Parete Sud – Prima ascensione solitaria e terza ripetizione assoluta della via Casarotto Grassi(ED 1300 m di sviluppo)
- 2003 - Dent d'Hérens – Parete Ovest – Petit Lumignon (800 m difficoltà IV/4), prima ascensione
- 2003 - Pizzo Badile – Parete Sud – Nuova via: Ringhio (370 m di sviluppo, difficoltà 6c obbl.)
- 2004 - Cervino – Parete Sud – Prima ripetizione invernale della via Padre Pio prega per noi (1000 m di sviluppo, difficoltà 6c/7a max)
- 2004 - Pakistan – Sheep Peak (6300 m) – nuova via
- 2004 - Pakistan – Scudo del Chogolisia (5700 m circa) – Nuova via in stile alpino Luna Caprese (1000 m di sviluppo 6c max)
- 2005 - Dent d'Hérens – Parete Ovest – Ammazza Geko (800 m di sviluppo, difficoltà IV+/5) prima ascensione
- 2005 - Pakistan – Scudo del Chogolisia – Nuova via: Up and down (800 m di sviluppo difficoltà 6c/7a e A1)
- 2005 - Pakistan – Nuova via di ghiaccio misto su cima inviolata: Fast and Fourius (700 m di sviluppo)
- 2005 - Pakistan – Prima salita assoluta in solitaria di una cima inviolata (6000 m circa) sulla Costiera del Faerol Peak
- 2005 - Pakistan – Naysar Brakk (5200 m. circa) per la Via Inglese
- 2005 - Cervino – Prima ascensione solitaria della Via Deffeyes (ED 1300 m di sviluppo) in meno di quattro ore
- 2007 - Cervino – Prima ascensione solitaria della Parete Sud del Cervino. La via seguita da Barmasse è la Via Direttissima con l'apertura di una variante al tracciato originale in centro parete.
- 2007 - Cervino – Prima ascensione solitaria dello Spigolo dei fiori – Via Machetto
- 2008 - Patagonia – Cerro Piergiorgio (950 m) – Via nuova sulla inviolata Parete Nord Ovest, La Ruta de lo Hermanno (1.100 m di sviluppo 6b+/A3 ED +)
- 2008 - Pakistan – Bekka Brakai Chhok (6940 m) – Prima salita assoluta della montagna in stile alpino
- 2008 - Cina - Muztag-hata Area - Miky Sel (6250 m) prima salita assoluta della montagna in stile alpino
- 2009 - Patagonia – Hielo Continental Sur – Nuovo itinerario di traversata del terzo ghiacciaio più grande della terra da Est a Ovest
- 2010 - Pakistan Shimshal Valley - Prima salita di alcune cascate di ghiaccio. Formazione e insegnamento delle tecniche di sicurezza e progressione ai portatori (uomini e donne) di Shimshal, presso la Shimshal Climbing School (scuola nata da un'idea di Qudrat Ali e Simone Moro)
- 2010 - Cervino - Parete sud - Via nuova Couloir Barmasse- (1200 m, ABO)
- 2010 - Cina Venere Peak, cima inviolata di 6300 m, salita in due giorni e in stile alpino (difficoltà ED)
- 2011 - Cervino - Parete sud - Picco Muzio - Via nuova aperta in solitaria -[13] (1200 m, difficoltà ABO)
- 2011 - Monte Bianco - Via nuova sul pilastro di Sinistra del Brouillard con i fratelli Iker ed Eneko Pou La Classica Moderna, senza uso di spit[14] (300 m di sviluppo, max 6c)
- 2011 - Monte Rosa – parete valsesiana del Monte Rosa Punta Gnifetti parete sud-est - Via nuova aperta con il padre Marco, Viaggio nel tempo; terza ed ultima tappa del progetto Exploring The Alps[15] (800 m, difficoltà ED)
- 2012 - Pakistan, Sing Gang Glacier/ Snow Lake. Prima salita di tre cime inviolate; traversata del Muki peak 6330 m circa, salita e discesa con gli sci di una cima di 5966 m sul versante orografico sinistro del Sing Fang Glacier e la salita di una cima minore delle Solu Tower di 5880 m.[16]
- 2013 - Patagonia - Inverno australe - gruppo del Cerro Torre e Fitz Roy - Prima salita invernale del Cerro Pollone; prima salita e prima invernale del Colmillos centrale e Colmillos di destra (sud).[17]
- 2014 - Cervino / Matterhorn. Primo concatenamento invernale e in solitaria delle 4 creste del Cervino. Partenza dal bivacco Bossi, salita delle cresta di Furggen per la via degli strapiombi (prima solitaria invernale della via) e discesa dalla cresta dell'Hornli per poi attraversare la base della parete Nord e salire nuovamente per la cresta di Zmutt. Discesa dalla cresta del Leone.[18]
- 2014 - Cervino / Matterhorn. Prima solitaria invernale della cresta di Furggen per la via degli strapiombi durante il concatenamento delle quattro creste del Cervino compiuto il 13 marzo 2014.[18]
- 2016 - Nepal, Ambulapcha peak 6400 m Cresta nord ovest salita in solitaria partendo da Chukung  in 12 ore.
- 2017 - Tibet, Shisha Pangma (8027m) Parete Sud – Salita in stile alpino della parete Sud dello Shisha Pangma in giornata. Sfruttando un’unica finestra di bel tempo di appena 24 ore insieme al tedesco David Gottler sale senza corde fisse e campi pre-allestiti, i 2200 metri della Parete Sud dello Shisha Pangma (8027 m) in appena 13 ore.[19]

## Riconoscimenti
- Best Athlete 2016[20].
- Premio Sport e Civiltà 2015[21].
- Adventure Awards 2014[22].
- Premio Luigi Leoni 2011.
- Premio Paolo Consiglio 2010 - per la salita di Venere Peak (Cina).
- Premio Monzino 2010.
- Premio Sat 2010 per l'alpinismo.
- Premio Paolo Consiglio 2008 per la salita del Bekka Brakai Chhok (6940 m).
- Riconoscimento speciale della giuria al premio Cassin 2008.
- Premio Saint Vincent Grolla d'Oro 2007.
- Premio Paolo Consiglio 2006 – per la salita del Cerro San Lorenzo.
- Premio Paolo Consiglio 2005 – Up Project.

## Filmografia
- Non così lontano (anno 2012) - regista, produttore, interprete.
- Linea continua (anno 2010) - produttore, interprete e regista insieme a Giacomo Berthet e Damiano Levati.
- Antonia (2015) - Interprete della parte di Emilio Comici - Regia di Ferdinando Cito Filomarino, produzione Luca Guadagnino  [23]].
- Cervino, la montagna del mondo (anno 2015) - Autore, direttore della fotografia e co-produttore - Regia di Nicolò Bongiorno.
- Il Cervino. La montagna perfetta (anno 2015) - Collaborazione alla realizzazione del documentario della Rai di Marco Melega e Matteo Di Calisto [24].
- Matterhorn - Vom Mythos zur Marke (anno 2015) - Partecipazione alla realizzazione del documentario prodotto dalla TV austriaca Servus TV [25].
- Monte Corno - Pareva che io fussi in aria (anno 2024) Partecipazione alla realizzazione del film documentario sulla prima ascesa del Gran Sasso, ad opera di Francesco DeMarchi nel 1573.

## Televisione
- Alle falde del Kilimangiaro, Rai 3, edizione 2016/2017 – Collaboratore e ospite fisso della trasmissione condotta da Camila Raznovich.[26]
- Qui montagne,  Rai Regione Valle d'Aosta - Conduttore - edizione 2004/2005

## Opere
- La montagna dentro, Editori Laterza, maggio 2015.